# Пресиденте Хейс
Клуб „Пресиденте Хейс“ (на испански: Club Presidente Hayes) е футболен отбор от квартал Такумбу на гр. Асунсион – столицата на Парагвай.
Основан е през 1907 г. Печели шампионската титла на Парагвай през 1952 г.
Клубът е наречен на Ръдърфорд Хейс – 19-ия президент на САЩ, който е арбитър след Войната на Тройния съюз, включила Аржентина, Бразилия и Уругвай срещу Парагвай. Изненадващо той присъжда региона Гран Чако на Парагвай, въпреки че страната е загубила войната. Това го превръща в национален герой на страната.

## Успехи
- 1х Шампион на Парагвай: 1952
- 8х Шампион на Втора дивизия: 1911, 1919, 1958, 1967, 1971, 1973, 1974 и 1991
- 1х Шампион на Трета дивизия: 2006

## Играчи

### Известни бивши играчи
- Томас Гусман